# 에드워드 바텔
에드워드 바텔(영어: Edward Battell)은 영국의 사이클 선수이다. 그는 아테네에서 열린 1896년 하계 올림픽에 참가했다.
바텔은 333m, 100km, 12시간 경기에 참가했다. 그는 아테네에서 마라톤까지 갔다가 오는 87km의 도로 경기에서 3위를 차지했다. 333m 경기에서는 26.2초를 기록해서 4위로 들어왔으며 100km 경기에서는 출전 선수 9명 중 경기를 끝내지 않은 7명에 속한다.

## 아마추어에 대한 논란
바텔은 그리스 주재 영국 대사관에서 하인으로 일했다. 여기에서 그와 다른 사이클 선수인 프랭크 키핑이 생계유지를 위해 일했다는 항의가 일어났다. 이로 인해 "신사가 아니라서 아마추어가 아닐수도 있다."라는 주장을 낳기도 했다. 역사학자인 마이크 프라이스는 이렇게 말했다. 신사는 돈을 받고 뛰지 않으므로 진정한 아마추어가 맞다. 하인들은 돈을 받아야만 했으며 즉 그들은 아마추어가 맞으므로 이러한 클레임은 묻혀버렸다.

## 올림픽 도로 경기
87km짜리 도로 경기의 도로의 표면은 상당히 안좋았다. 도로 경기는 아테네에서 마라톤까지 갔다가 되돌아오는 경기였다. 모든 선수들이 적어도 한 번은 넘어졌다. 바텔도 그 중 하나였으며 피를 흘리고 먼지에 뒤덮인 채로 결승선을 들어왔다. 그의 충돌로 인해 1위를 그리스의 아리스티디스 콘스탄티니디스에게 내주어야했다. 그는 또 다시 넘어져서 자전거를 수리해야했다. 그는 자전거를 구할 때까지 당연한 이야기지만 경기를 할 수 없었으며 독일의 괴드리히에게도 순위를 내주어야했다.